# Británico (hijo de Claudio)
Tiberio Claudio César Británico  (12 de febrero de 41-11 de febrero de 55) fue el hijo del emperador romano Claudio y su tercera esposa, Valeria Mesalina. En el momento de su nacimiento, solo un mes después del inicio del reinado de Claudio, fue nombrado heredero del Imperio. No obstante hubo tres factores que provocaron que los ciudadanos romanos no le consideraran como sucesor imperial: la condena a muerte de su madre a causa de bigamia, el matrimonio de Claudio con Agripina y la adopción de Nerón, descendiente del recordado Germánico. Fue asesinado el día anterior a su decimocuarto cumpleaños.

## Nacimiento e infancia

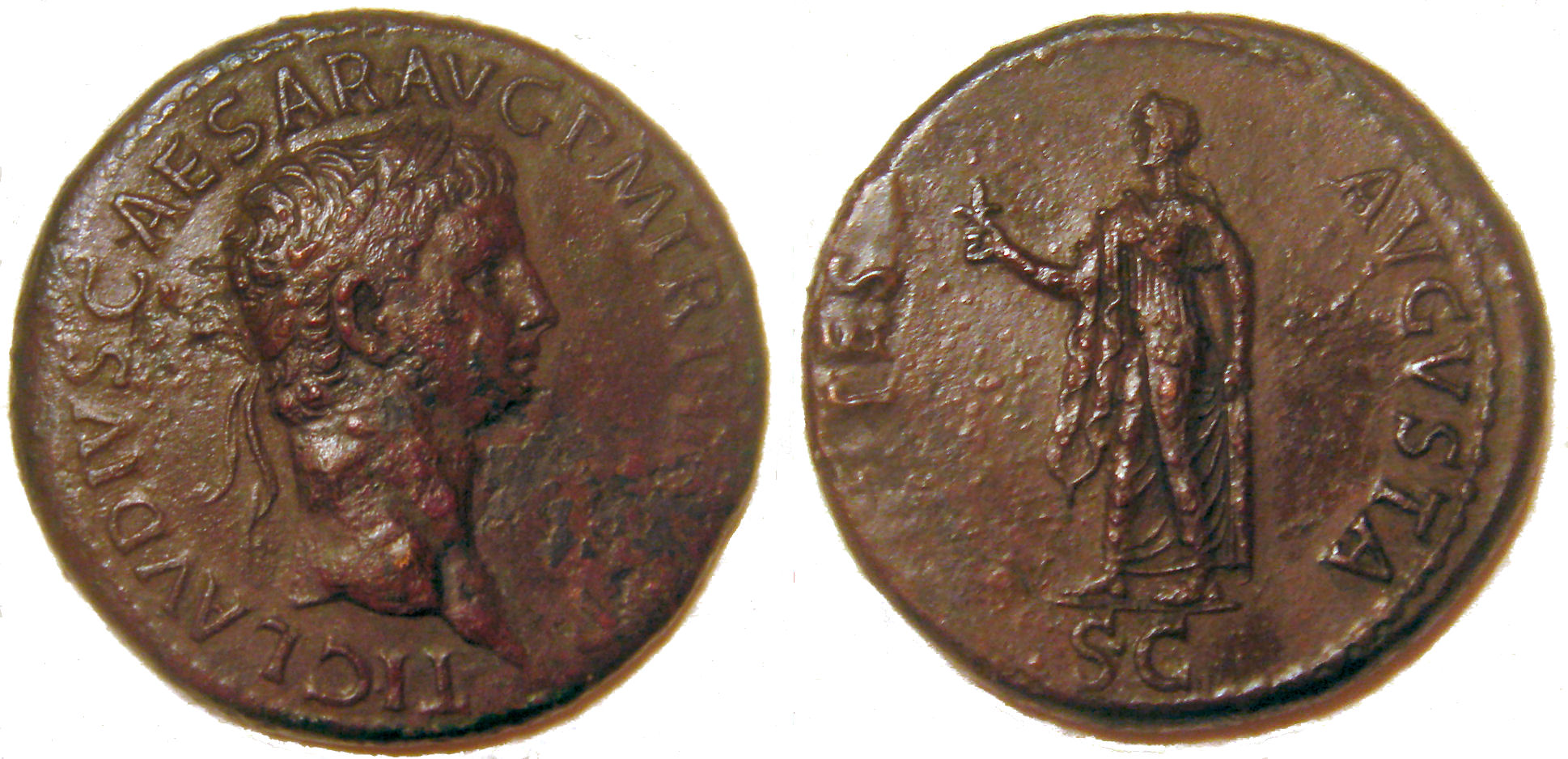
Sestercio conmemorativo del nacimiento de Británico.

Nació el 12 de febrero de 41, fruto del matrimonio entre el emperador Claudio y su esposa Valeria Mesalina. En el momento de su nacimiento, se convirtió en el único descendiente varón del emperador, ya que su hermano, Claudio Druso, había muerto casi dos décadas antes, siendo aún un adolescente. Recibió al nacer el nombre Tiberio Claudio Germánico; de ese modo adoptó el cognomen de su padre y reforzó su posición como heredero imperial. Asimismo, Claudio, que llevaba reinando menos de un mes, reforzó su condición de monarca a consecuencia del nacimiento de un sucesor. A fin de conmemorar este acontecimiento, el emperador ordenó emitir un sestercio conmemorativo cuyo anverso rezaba Spes Augusta. En 43 el Senado concedió a Claudio el título de Británico como recompensa a la conquista de Britania; no obstante, el emperador rechazó este título para sí, aceptándolo en nombre de su heredero. La importancia de este título radica en que es el nombre con el que la historia le refiere. Su infancia transcurrió entre numerosos eventos públicos en los que el emperador vociferaba a la multitud:

¡Buena suerte, hijo mío!.

## Caída de Mesalina

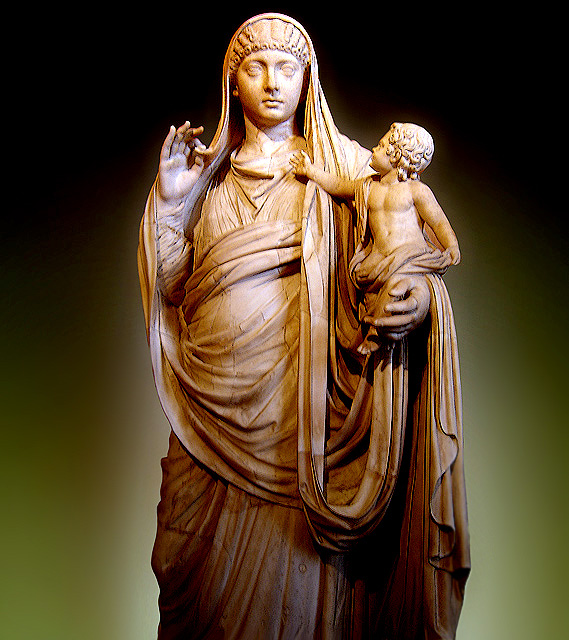
Mesalina y Británico.

En 48 se convirtió en un instrumento más de las confabulaciones de su madre, que se casó con Cayo Silio; una de las condiciones del matrimonio era que este le adoptara como su heredero, ya que quería evitar que apoyara al emperador. Estas acciones respondían al complot de Mesalina a fin de derrocar a Claudio. Tras esto, ella y su nuevo marido se convertirían en los dueños del trono. No obstante, ambos fueron descubiertos tras celebrar la boda, y, una vez enterado de la conspiración, el emperador ordenó su ejecución.

## Ascenso de Nerón

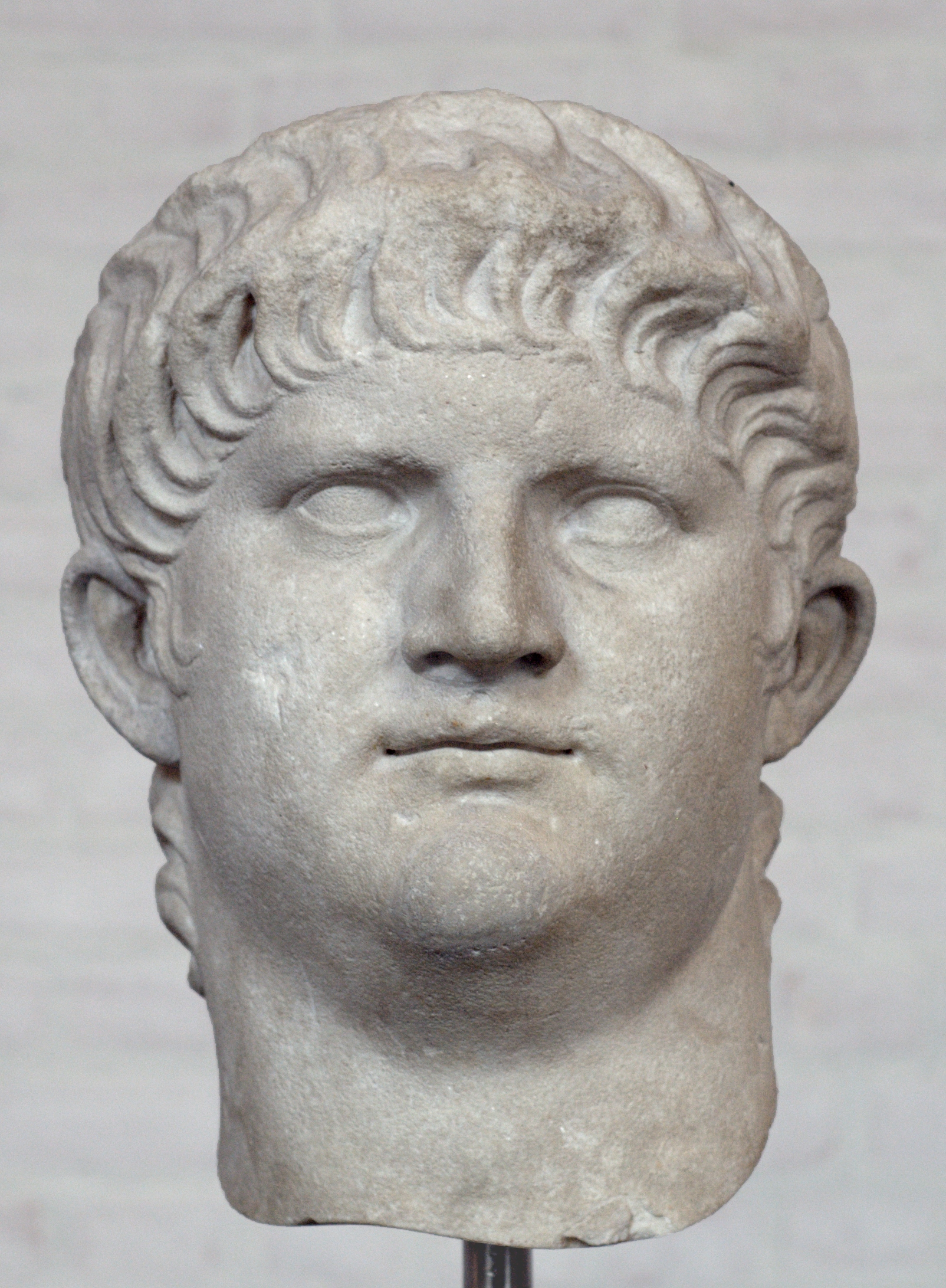
Busto de Nerón.

Tras la caída de su madre, Británico se convirtió en una responsabilidad para su padre Claudio. La falta de un heredero adulto hizo vulnerable la posición de Claudio a las conspiraciones urdidas en su contra, en especial las de otros pertenecientes a la Dinastía Julio-Claudia. Se sugirió que Claudio debía adoptar a un heredero de mayor edad y finalizar las luchas dentro del seno de la familia casándose con Agripina, la última Juliana adulta. Poco después Claudio y Agripina se casaron y éste adoptó al hijo de Agripina, Nerón, como su heredero por encima de Británico. Nerón fue casado con la hermana de Británico, Claudia Octavia y se le nombró heredero conjunto con Británico hasta que este cumpliera la mayoría de edad. Nerón fue un joven muy popular, y gracias a su aprobación entre el pueblo, se evitaron futuros golpes para derrocar a Claudio. Británico al parecer no se llevaba bien con su nueva familia. Según Tácito, Británico se refería a Nerón con su nombre de nacimiento, Domicio, mucho después de la adopción. Se celebraron actos públicos en los que los jóvenes fueron honrados en conjunto. Británico se burló de la falta de virilidad y el afeminamiento de Nerón. Nerón respondió a estas acusaciones insistiendo en que Británico era hijo ilegítimo de Claudio, sin embargo el emperador nunca se lo creyó. Según Tácito, todos los que tenían motivos para oponerse a Agripina y a Nerón se unieron en una facción alrededor de Británico aprovechando la discordia existente entre ambos. Agripina por su parte tomó represalias contra los componentes del círculo de su hijastro. El tutor del joven, Sosibio, que había sido una herramienta de la finada Mesalina, fue asesinado. Claudio aprobó el asesinato debido a la caída en desgracia de su antigua esposa.

## Muerte de Claudio
No fueron fáciles las acciones que Claudio tuvo que tomar para preservar su gobierno hasta que Británico alcanzara la edad adulta. A finales de 54, cuando solo quedaban seis meses para que Británico alcanzara la adultez según la tradición romana, Claudio empezó a hablar de divorciarse de Agripina y de desheredar a Nerón, ahora que ya no eran necesarios. Como preparación, Claudio elogió a su hijo biológico por encima de su hijo adoptivo ante el Senado y ante el pueblo. Suetonio escribe que Claudio puso de manifiesto su creencia de que su hijo crecía con gran rapidez, dando a entender que sería heredero de pleno derecho cuando asumiera la toga virilis.
Lamentablemente para Británico, los partidarios de Nerón estaban dispuestos a hacer lo necesario para evitar que se ejecutaran los planes de Claudio. El 13 de octubre de 54, Claudio murió, tal vez por muerte natural o asesinado por su esposa. Según Tácito, Británico y su hermana fueron encerrados en sus habitaciones para contrarrestar la posible reclamación por parte de los jóvenes de sus derechos dinásticos por encima de Nerón. Nerón emitió un discurso en el funeral de Claudio y asumió plenos poderes en solitario. El deseo de Claudio de que a su muerte Nerón y Británico reinaran en conjunto fue reprimido por el nuevo emperador y por el Senado. Británico pasó a partir de la muerte de su padre a un segundo plano.

## Final
Británico sobrevivió unos meses en el marco del Imperio gobernado por su hermanastro, aunque fue totalmente ignorado, pero su madrastra Agripina intrigó inmediatamente para asesinarle. A principios de 55, el liberto Palas, uno de los favoritos de Agripina, fue despedido de su puesto en el Tesoro, puesto que había ostentado durante el reinado de Claudio. Según Tácito, Agripina reaccionó violentamente ante esta acción de Nerón. Agripina declaró que se arrepentía de haber colocado a Nerón en el trono y se alió con Británico para que cuando este alcanzara la mayoría de edad asumiera el trono. Amenazó a Nerón con ir junto a Británico al campamento de la guardia pretoriana y declarar que había asesinado a Claudio y que el heredero legítimo era Británico, amenaza que el emperador interpretó como vana.
Tácito escribe que Nerón intentó en numerosas ocasiones socavar la imagen pública de Británico. Uno de estos intentos fue cuando Nerón pidió a Británico que cantara en una fiesta de borrachos, unos meses antes de su 14.º cumpleaños. Británico sin embargo, no solo evitó la humillación, sino que despertó la simpatía entre los presentes debido a que entonó un poema en el que relataba cómo había sido dejado de lado por Nerón. Según Tácito, unos pocos días antes de su muerte, Británico fue agredido sexualmente por Nerón.
Según Tácito, Nerón contrató para envenenar a Británico a Locusta, la misma envenenadora que había asesinado a Claudio. La primera dosis falló y Nerón decidió tirarla en una noche ventosa. Británico fue envenenado durante una cena a la que asistieron su hermana Octavia, su madrastra Agripina y otros notables. El asesino aprovechó para envenenar la comida de Británico cuando este pidió que se la enfriaran porque estaba demasiado caliente. El veneno fue fatal y Británico cayó al suelo soltando espuma por la boca. El joven murió el 11 de febrero de 55, un día antes de su decimocuarto cumpleaños, menos de un mes antes de convertirse en adulto y unos cuatro meses tras la muerte de su padre. Nerón alegó que no era culpable del asesinato justificando la muerte de Británico con un ataque de epilepsia que el joven habría sufrido. Británico fue enterrado en el Mausoleo de Augusto y fue el último componente de la dinastía Julio-Claudia en ser enterrado allí.
Según Suetonio, Británico y el futuro emperador Tito eran buenos amigos. Como parte de los intentos de vincular a la dinastía Flavia a la dinastía Julio-Claudia, Tito declaró que se había sentado junto a Británico la noche que había sido asesinado. Tito afirmó incluso haber probado el veneno, lo que se habría traducido en una larga y grave enfermedad. Tito erigió una estatua de oro en honor de su amigo y emitió monedas en su memoria.